# Hugo Salazar Campos
Hugo Salazar Campos, mer känd som Chepe, född 18 september 1973 i Santiago de Chile i Chile, är en svensk musiker och musikproducent. Han är mest känd som dels som en av medlemmarna ur den kritikerrosade hiphop-gruppen The Latin Kings, som var aktiva mellan tidigt 1990-tal och mitten av 2000-talet. Dels sin tidigare delaktighet i musikproduktionsteamet The Salazar Brothers tillsammans med bröderna Cristian Salazar Campos och Marcelo Salazar Campos.
Chepe kom med sin familj till Sverige från Santiago de Chile 1979, och växte upp i Fittja i norra Botkyrka kommun.